# Pečjak (priimek)
Pečjak je priimek več znanih Slovencev:
- Andrej Pečjak (*1957), strojnik, tehnični inovator (električni avtomobili); začetnik lednega plezanja na Slovenskem
- Gregorij Pečjak (1867−1961), nabožni pisec, katehet, poliglot
- Lan Pečjak, psihoterapevt (direktor Inštituta za psihodinamsko psihoterapijo)
- Marinka Pečjak, avtorica kuharskih knjig
- Rudolf Pečjak (1891−1940), učitelj, dramatik in pisatelj
- Sonja Pečjak (*1960), psihologinja, univ. profesorica
- Stane (Stanislav) Pečjak (1939/40−2020), živilski (pekarski) podjetnik
- Tomaž Pečjak (*1970), policijski funkcionar
- Vid Pečjak (1929−2016), pisatelj in psiholog, univerzitetni profesor